# Бонзак
Бонзак (фр. Bonzac) насеље је и општина у југозападној Француској у региону Аквитанија, у департману Жиронда која припада префектури Либурн.
По подацима из 2011. године у општини је живело 771 становника, а густина насељености је износила 102,94 становника/km². Општина се простире на површини од 7,49 km². Налази се на средњој надморској висини од 200 метара (максималној 74 m, а минималној 1 m).

## Демографија
| 1962. | 1968. | 1975. | 1982. | 1990. | 1999. | 2011. |
| ----- | ----- | ----- | ----- | ----- | ----- | ----- |
| 274   | 303   | 349   | 515   | 618   | 623   | 771   |

График промене броја становника у току последњих година